# アンカレッジ級ドック型揚陸艦
アンカレッジ級ドック型揚陸艦（アンカレッジきゅうドックがたようりくかん、Anchorage class dock landing ship）は、アメリカ海軍のドック型揚陸艦。基本計画番号はSCB-404-65。

## 概要
トーマストン級の拡大型であり、全幅は変わらないものの、ウェルドックが拡大され、全長が約13m長くなっている。艦上構造物もやや大型化され、乾舷も引き上げられ、居住性の向上が図られた。
艦後部にはドックがあり、ドックの前部には大型クレーンが装備されている。ドック前部には覆いがないが、ドック後部にはヘリコプター甲板が装備され、ドックの覆いとなっていた。ヘリコプター格納庫は無いが、航空燃料を90t搭載できる。
ドックは長さ131.1メートル、幅15.2メートルで、最大LCU-1610級 3隻、またはLCM(8)級 9隻、AAV7水陸両用装甲兵員輸送車55両がそれぞれ最大搭載できる。ドックの前部には、中間デッキと飛行甲板までのランプを設けることができ、揚陸艇の搭載数は減少するものの、車両搭載作業は容易とすることができる。就役時にはLCACエアクッション揚陸艇の搭載は考慮されていなかったが、これは最大3隻搭載できる。
就役時は7.6cm連装砲を4基装備。後に近代化改装で撤去されCIWSなどに交換された。
2003年までにアメリカ海軍からは全艦が退役しているが、「ペンサコーラ」(LSD-38)は1999年に中華民国へ売却され、「旭海」として再就役している。

## 同型艦
| アメリカ海軍 | アメリカ海軍                           | アメリカ海軍 | アメリカ海軍 | 退役/再就役後                       | 退役/再就役後                       | 退役/再就役後                       | 退役/再就役後                       |
| #            | 艦名                                   | 就役         | 退役         | 再就役先                            | #                                   | 艦名                                | 退役                                |
| ------------ | -------------------------------------- | ------------ | ------------ | ----------------------------------- | ----------------------------------- | ----------------------------------- | ----------------------------------- |
| LSD-36       | アンカレッジ USS Anchorage             | 1969年 2月   | 2003年10月   | 実艦標的として海没処分（2010年7月） | 実艦標的として海没処分（2010年7月） | 実艦標的として海没処分（2010年7月） | 実艦標的として海没処分（2010年7月） |
| LSD-37       | ポートランド USS Portland              | 1970年10月   | 2003年 8月   | 実艦標的として海没処分（2000年4月） | 実艦標的として海没処分（2000年4月） | 実艦標的として海没処分（2000年4月） | 実艦標的として海没処分（2000年4月） |
| LSD-38       | ペンサコーラ USS Pensacola             | 1971年 3月   | 1999年 9月   | 中華民国海軍                        | LSD-193                             | 旭海 ROCS Hsu Hai                   |                                     |
| LSD-39       | マウント・ヴァーノン USS Mount Vernon  | 1972年 3月   | 2003年 7月   | 実艦標的として海没処分（2005年7月） | 実艦標的として海没処分（2005年7月） | 実艦標的として海没処分（2005年7月） | 実艦標的として海没処分（2005年7月） |
| LSD-40       | フォート・フィッシャー USS Fort Fisher | 1972年12月   | 1998年 2月   | スクラップ処分(2009年9月)           | スクラップ処分(2009年9月)           | スクラップ処分(2009年9月)           | スクラップ処分(2009年9月)           |